# Cranbrook Strict Baptist Chapel
De Strict and Particular Baptist Chapel is een monumentale Strict Baptist kapel in het Engelse dorp Cranbrook in Kent. De kapel, vlak bij de St. David's Bridge, is gebouwd in 1787. De kapel bestaat uit twee geschakelde woningen die tot kerk zijn verbouwd. Opvallend zijn de witte gepotdekselde muren. De gemeente wordt in 2012 gediend door rev. Wheatley.
Reeds in 1967 is het gebouw op de monumentenlijst van English Heritage geplaatst onder nr. ID: 1068779. Opvallend is het bordje met verwijzing naar 1 Korinthe 11, vers 5 en 6 met het verzoek aan dames om met bedekt hoofd het kerkgebouw te betreden.